# Бусра (нохія)
Нохія Бусра (араб. ناحية بصرى الشام) — нохія у Сирії, що входить до складу мінтаки Дар'а однойменної мухафази Дар'а. Адміністративний центр — поселення Бусра.

Нохія Босра на мапі мінтака Дар'а

До нохії належать такі поселення:
- Бусра → (Bosra);
- Джамрін → (Jamrin);
- Маараба → (Maaraba);
- Самад → (Samad);
- Абу-Катуле → (Abu Katuleh);
- Нейдей → (Nada);
- Сімей → (Simej);
- Тісія → (Tisiya);
- Смакіят → (Samaqiyat).